# L'Anse-au-Diable
L'Anse-au-Diable foi uma pequena comunidade localizada a oeste da Baía de Red, na província canadense de Terra Nova e Labrador.